# Giovanni Leccis
Giovanni Leccis (Domusnovas, 6 marzo 1921 – Tobruch, 20 giugno 1942) è stato un militare italiano insignito della medaglia d'oro al valor militare alla memoria nel corso della seconda guerra mondiale.

## Biografia
Nacque a Domusnovas, provincia di Cagliari, il 6 marzo 1921, all'interno di una famiglia dedita alla pastorizia, figlio di Severino e Chiara Rosa. Dal 15 agosto 1932, appena undicenne, al 15 settembre 1939 si dedicò all'attività di famiglia. Dopo un breve periodo trascorso a Gonnosfanadiga dove lavorò come operaio in un oleificio del paese, il 14 gennaio 1941 fu arruolato nel Regio Esercito per prestare servizio militare di leva, assegnato al 7º Reggimento Genio a Firenze. Chiesto di essere ammesso alla specialità guastatori del genio, fu inviato all'apposito corso presso la Scuola di Civitavecchia, venendo quindi assegnato al XXXI Battaglione guastatori con il quale partì il 15 settembre 1941 per raggiungere Tripoli, in Africa Settentrionale Italiana, il 18 dello stesso mese.
Promosso caporale nell'ottobre successivo prese parte alla battaglia della Marmarica (novembre-dicembre 1941), alla successiva battaglia di arresto (dicembre 1941-gennaio 1942) sulla linea avanzata di Marsa El Brega-Marada. Divenuto caporale maggiore nel marzo 1942, nel giugno dello stesso anno, superata la linea Ain el Gazala-Bir Hakeim il suo reparto venne inviato al fronte che doveva investire la piazzaforte di Tobruch, a El Adem, alle dipendenze operative della 132ª Divisione corazzata "Ariete" per operare in collaborazione con l'8º Reggimento bersaglieri. Completato l'accerchiamento di Tobruch il 19 giugno, il generale Erwin Rommel programmò l'attacco generale per il giorno successivo. Alle 5:00 del mattino la 2ª Compagnia partì all'attacco, con egli e il guastatore Renato Chiodini in avanguardia con i tubi esplosivi per aprire un varco nei reticolati a ridosso delle ridotta nemica. Rimasto ferito tre volte continuò comunque nell'azione fino a che un proiettile anticarro non lo colpì in pieno uccidendolo. Fu insignito della medaglia d'oro al valor militare alla memoria, e nel 1972 la salma fu traslata presso il cimitero di Gonnosfanadiga dove riposa tuttora. la caserma di Orcenico Superiore porta il suo nome.